# Щербатський Федір Іполитович
Федір Іполитович Щербатський (19 вересня 1866, Кельці, Царство Польське — 18 березня 1942, Борове, Акмолинська область, Казахська РСР) — російський і радянський сходознавець (буддолог, індолог і тибетолог), академік Російської академії наук (1918). Один із засновників російської школи буддології. Переклав і видав ряд пам'яток санскритської і тибетської літератури. Почесний член наукових товариств Великої Британії, Німеччини, Франції.

## Біографія
Народився в Польщі, де на той час служив його батько, Іполит Федорович Щербатський. Навчався в Царськосельській гімназії, яку закінчив у 1884 році. Садиба Щербатських перебувала в селі Лютка Лужского району Ленінградської області.
У 1889 році закінчив історико-філологічний факультет Імператорського Санкт-Петербурзького університету, був учнем І. П. Мінаєва. Після захисту дисертації на тему: «Про два ряди гортанних в індоєвропейських мовах» Щербатской був залишений при університеті для підготовки до професури в області індології.
Їздив у відрядження за кордон, де займався індійською поетикою (у Відні в Й. Г. Бюлера) і філософією (в Бонні у Г. Г. Якобі).
У 1893 році повернувся до Росії й на деякий час покинув наукову діяльність — був земським гласним і повітовим предводителем дворянства.
У жовтні 1899 року брав участь в роботі XII міжнародного конгресу орієнталістів в Римі, на якому було оголошено про знахідку стародавніх буддійських рукописів в Сіньцзяні.
З 1900 року викладав на посаді приват-доцента, в 1909—1930 рр. — на посаді професора, в Петербурзькому (Петроградському / Ленінградському) університеті. У 1905 році відряджений в Ургу для переговорів з Далай-ламою XIII.
У 1910—1911 рр. здійснив поїздку в Індію, відвідавши Мумбаї, Пуне, Варанасі й Дарджілінг.
З 1918 року — дійсний член Російської Академії наук. Під час відкриття Першої буддійської виставки в Петербурзі 24 серпня 1919 року виступив з лекцією «Філософське вчення буддизму [Архівовано 14 жовтня 2017 у Wayback Machine.]».
На початку 1920-тих років, за завданням радянської дипломатичної місії, працював в Англії з лордом Джорджем Керзоном. У 1923 році в Лондоні видана перша книга його великої «трилогії» з буддійської філософії: «Центральна концепція буддизму та значення терміну „Дхарма“».
У 1924 році відбулася наукова поїздка Щербатского до Бурятії.
У 1928—1930 рр. — директор Інституту буддійської культури (ІНБУК).
У 1930—1942 рр. — завідувач Індо-тибетського кабінету Інституту сходознавства АН СРСР. У 1937 році Щербатський був підданий різкій критиці, а багато його учнів були репресовані під час боротьби з ідеалізмом у сходознавстві.
У 1941 році, після початку війни, в числі групи вчених був евакуйований в селище Бурабай в Північному Казахстані, де й помер 18 березня 1942 року.

## Наукова діяльність
Написав праці з буддійської логіки та філософії. Опублікував і ввів в науковий обіг значну кількість писемних пам'яток на санскриті і тибетською мовою. Разом з С. Ф. Ольденбургом заснував в 1897 році міжнародний науково-видавничий проект «Bibliotheca Buddhica».

## Громадська діяльність
- Почесний член французького Азіатського товариства («Société Asiatique»), 1822
- Почесний член Королівського Азіатського товариства («The Royal Asiatic Society»), 1823.

### Праці
Ф. І. Щербатской — автор понад 60 наукових праць, в тому числі 6 монографій:
- Щербатской Ф. І. Центральна концепція буддизму та значення терміну «дхарма» [Архівовано 25 листопада 2019 у Wayback Machine.] / пер. з англ. Б. В. Семічова. // Ф. І. Щербатской. Вибрані праці з буддизму. — М.: Наука, 1988. — С. 112—198.
- Щербатской Ф. І. Концепція буддійської нірвани [Архівовано 30 листопада 2019 у Wayback Machine.] / пер. з англ. Б. В. Семічова і А. Н. Зелінського. // Ф. І. Щербатской. Вибрані праці з буддизму. — М .: Наука, 1988. — С. 199—262.
- Щербатской Ф. І. Буддійська логіка. Т. 1-2. / Пер. В. І. Рудого. // Ф. І. Щербатской. Вибрані праці з буддизму. — М.: Наука, 1988. — С. 54-111.
- Теорія пізнання і логіка за вченням пізніших буддистів.
  - Частина I. «Підручник логіки» Дхармакірті з тлумаченням Дхармоттари. — СПб.: Типо-літ. «Герольд», 1903.
  - Частина II. Джерела і межі пізнання. — СПб.: Типо-літ. «Герольд», 1909.
- Список всіх робіт Ф. [Архівовано 22 грудня 2018 у Wayback Machine.] І. [Архівовано 22 грудня 2018 у Wayback Machine.] Щербатского [Архівовано 22 грудня 2018 у Wayback Machine.] .
- Роботи Ф. [Архівовано 2 грудня 2019 у Wayback Machine.] І. [Архівовано 2 грудня 2019 у Wayback Machine.] Щербатского [Архівовано 2 грудня 2019 у Wayback Machine.] .